# Nataša Čikuc-Deans
Nataša Čikuc-Deans (ur. 8 marca 2003 w Londynie) – serbska siatkarka, grająca na pozycji środkowej.
Jej siostra bliźniaczka Nađa, również jest siatkarką. Mama Ivana jest trenerką siatkarską. Jej ojciec jest afroamerykaninem.
W fazie grupowej Ligi Mistrzyń (2024/2025) została najlepszą blokującą, zdobywając 26 punktów blokiem.

## Sukcesy klubowe
Mistrzostwo Serbii:
- 2020[5]
- 2021, 2024[6]

Superpuchar Serbii:
- 2024[7]

Puchar Serbii:
- 2025[8]

## Sukcesy reprezentacyjne
Mistrzostwa Europy U-22:
- 2024[9]

## Nagrody indywidualne
- 2024: MVP Superpucharu Serbii